# Unstoppable: Harnessing Science to Change the World
Unstoppable: Harnessing Science to Change the World är en bok skriven av Bill Nye och Corey S. Powell. Boken handlar om hur man använder vetenskap för att förbättra miljön och de utmaningar vi står inför med globala uppvärmning samt höjandet av levnadsstandarden.